# زیردریایی ولادیمیر مونوماخ
زیردریایی ولادیمیر مونوماخ (به انگلیسی: Russian submarine Vladimir Monomakh) یک زیردریایی است که طول آن ۱۷۰ متر (۵۵۷ فوت ۹ اینچ) می‌باشد. این زیردریایی  در سال ۲۰۱۲ ساخته شد.